# Genbikei
Genbikei (厳美渓) est un site exceptionnel du patrimoine culturel du Japon situé à Ichinoseki dans la préfecture d'Iwate,.